# Fußball Club Sankt Veit
Il Fußball Club Sankt Veit, abbreviato in FC St. Veit, è una società calcistica di Sankt Veit an der Glan, città della Carinzia, in Austria. Fu fondata nel 1989 dalla fusione delle due società cittadine precedenti, SV Sankt Veit an der Glan e SC Amateure Sankt Veit.
Ha militato nella Kärntner Liga.

## Palmarès

### Competizioni nazionali
- Erste Liga: 1

1982-1983

### Competizioni regionali
- Campionato della Carinzia: 2

1997-1998, 2007-2008

### Altri piazzamenti
- Coppa d'Austria:

Semifinalista: 1976-1977, 1979-1980